# 2059
- Wikisource

| Calendário gregoriano                                                        | 2059 MMLIX                           |
| Ab urbe condita                                                              | 2812                                 |
| Calendário arménio                                                           | 1509 – 1510                          |
| Calendário bahá'í                                                            | 215 – 216                            |
| Calendário budista                                                           | 2603                                 |
| Calendário chinês                                                            | 4755 – 4756 Início a 12 de fevereiro |
| Calendário copta                                                             | 1775 – 1776                          |
| Calendário etíope                                                            | 2051 – 2052                          |
| Calendários hindus - Vikram Samvat - Calendário nacional indiano - Cáli Iuga | 2114 – 2115 1980 – 1981 5159 – 5160  |
| Calendário Holoceno                                                          | 12059                                |
| Calendário islâmico                                                          | 1482 – 1483                          |
| Calendário judaico                                                           | 5819 – 5820                          |
| Calendário persa                                                             | 1437 – 1438 Início a 21 de março     |
| Calendário rúnico                                                            | 2309                                 |
| Calendário solar tailandês                                                   | 2602                                 |

2059 (MMLIX, na numeração romana) será um ano comum do século XXI que começará numa quarta-feira, segundo o calendário gregoriano. A sua letra dominical será E. A terça-feira de Carnaval ocorrerá a 11 de fevereiro e o domingo de Páscoa a 30 de março. Segundo o horóscopo chinês, será o ano do Coelho, começando a 12 de fevereiro.

| Evento                                                   | Data            | Hora  |
| -------------------------------------------------------- | --------------- | ----- |
| Aquário                                                  | 20 de janeiro   | 02:06 |
| Peixes                                                   | 18 de fevereiro | 16:05 |
| primavera no hemisfério norte e outono no hemisfério sul |                 |       |
| Carneiro/equinócio                                       | 20 de março     | 14:44 |
| Touro                                                    | 20 de abril     | 01:20 |
| Gémeos                                                   | 21 de maio      | 00:04 |
| verão no hemisfério norte e inverno no hemisfério Sul    |                 |       |
| Caranguejo/solstício                                     | 21 de junho     | 07:47 |
| Leão                                                     | 22 de julho     | 18:41 |
| Virgem                                                   | 23 de agosto    | 02:00 |
| Outono no Hemisfério Norte e Primavera no Hemisfério Sul |                 |       |
| Balança/equinócio                                        | 23 de setembro  | 00:03 |
| Escorpião                                                | 23 de outubro   | 09:51 |
| Sagitário                                                | 22 de novembro  | 07:46 |
| inverno no hemisfério norte e verão no hemisfério sul    |                 |       |
| Capricórnio/solstício                                    | 21 de dezembro  | 21:18 |

| UTC: Portugal Continental, Madeira, Guiné-Bissau e São Tomé e Príncipe Subtrair (-): 1 h nos Açores e Cabo Verde 2 h nas Ilhas oceânicas brasileiras 3 h em Brasília, em Goiás, na Amazônia Oriental Brasileira e no nordeste, sudeste e sul brasileiros 4 h na Amazônia Ocidental Brasileira, Mato Grosso e Mato Grosso do Sul 5 h no Acre e sudoeste do Amazonas Adicionar (+): 1 h em Angola e Guiné Equatorial 2 h em Moçambique 8 h em Macau 9 h em Timor-Leste. |
| Adicionar uma hora durante a vigência do horário de verão: Portugal Continental : De 30 de março a 26 de outubro de 2059 |

| Ano completo                        |
| ----------------------------------- |
| Ano comum com início à quarta-feira |

## Eventos esperados e previstos
- Ano do Coelho, segundo o Horóscopo chinês.

Datas desconhecidas
- Realização da Copa do Mundo de Futebol Feminino de 2059

Maio
- 11 de maio - Eclipse solar total[1]
- 26 de maio - Eclipse lunar parcial[1]

Novembro
- 5 de novembro - Eclipse solar anular[2]
- 19 de novembro - Eclipse lunar parcial[2]